# Penstemon newberryi
Penstemon newberryi är en grobladsväxtart som beskrevs av Samuel Frederick Gray. Penstemon newberryi ingår i släktet penstemoner, och familjen grobladsväxter.

## Underarter
Arten delas in i följande underarter:
- P. n. berryi
- P. n. newberryi
- P. n. sonomensis

## Bildgalleri

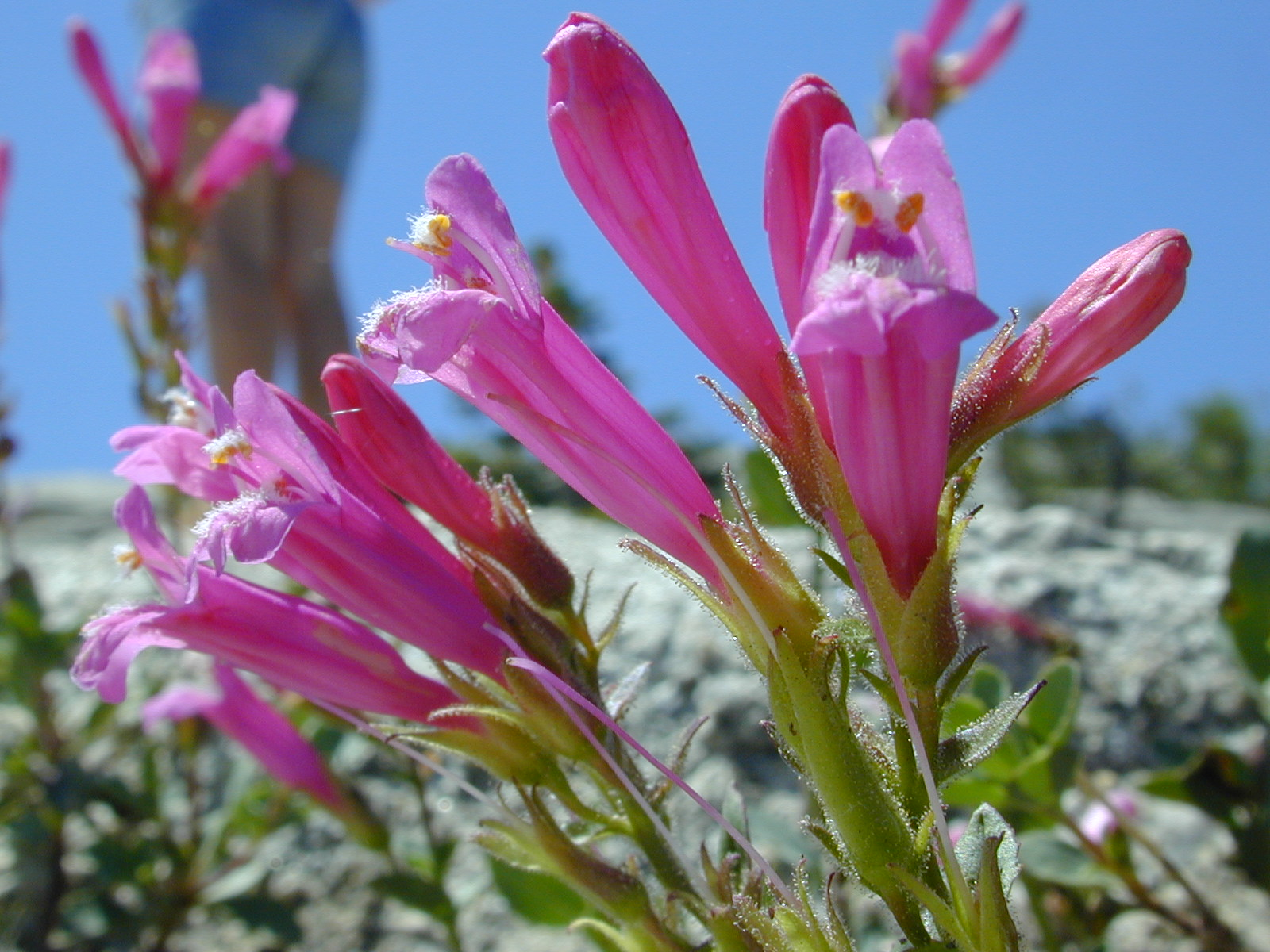
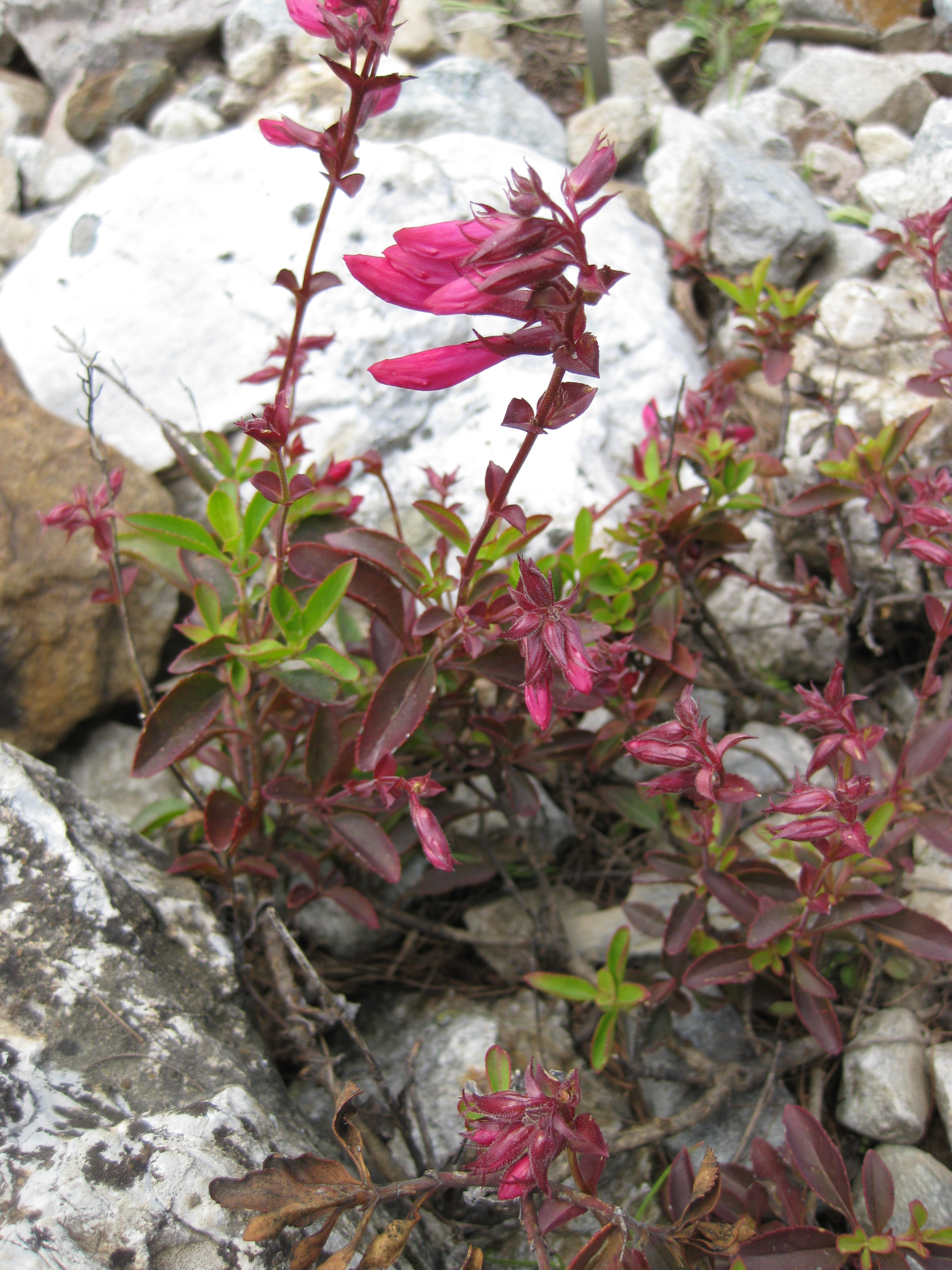
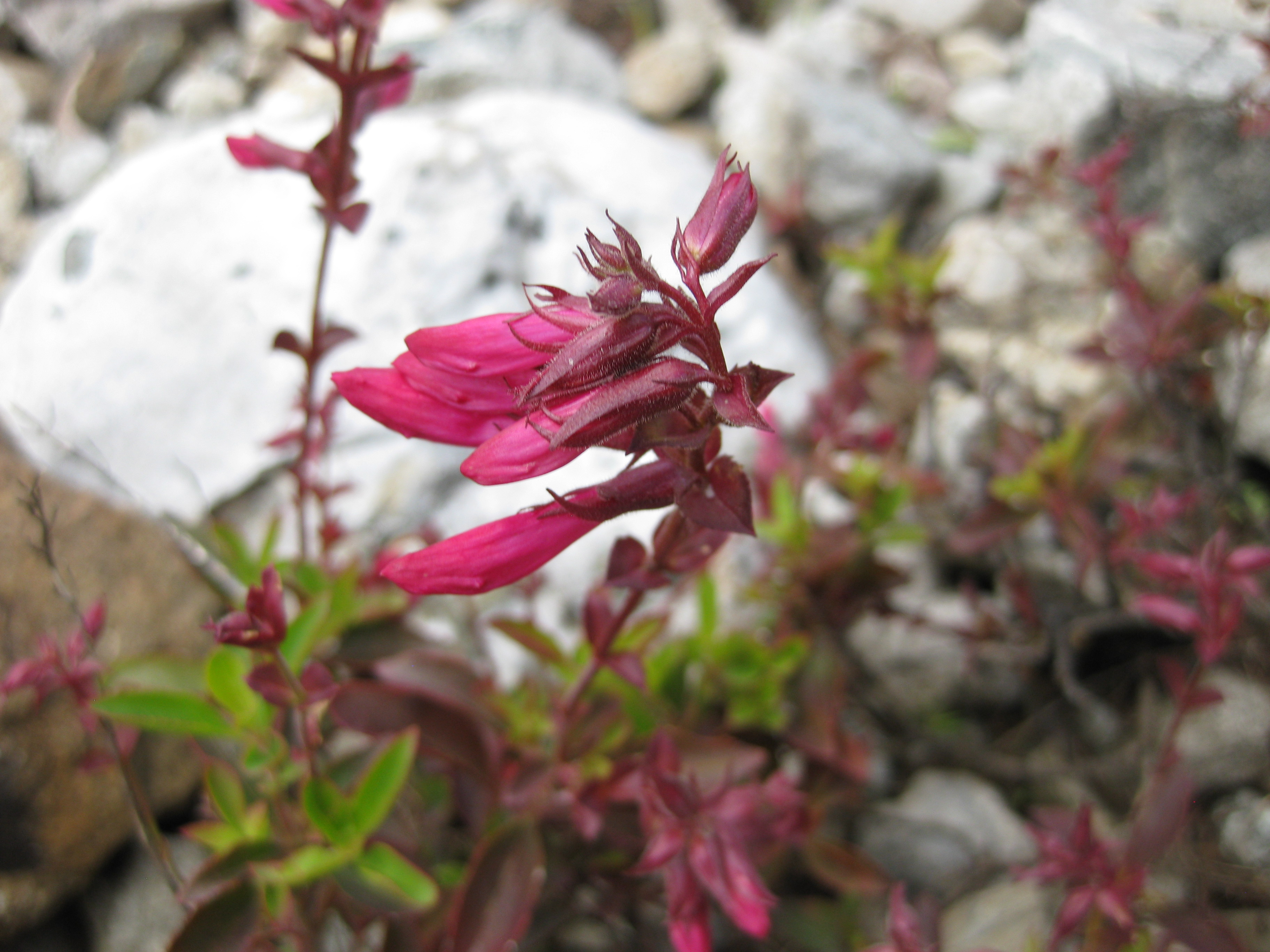
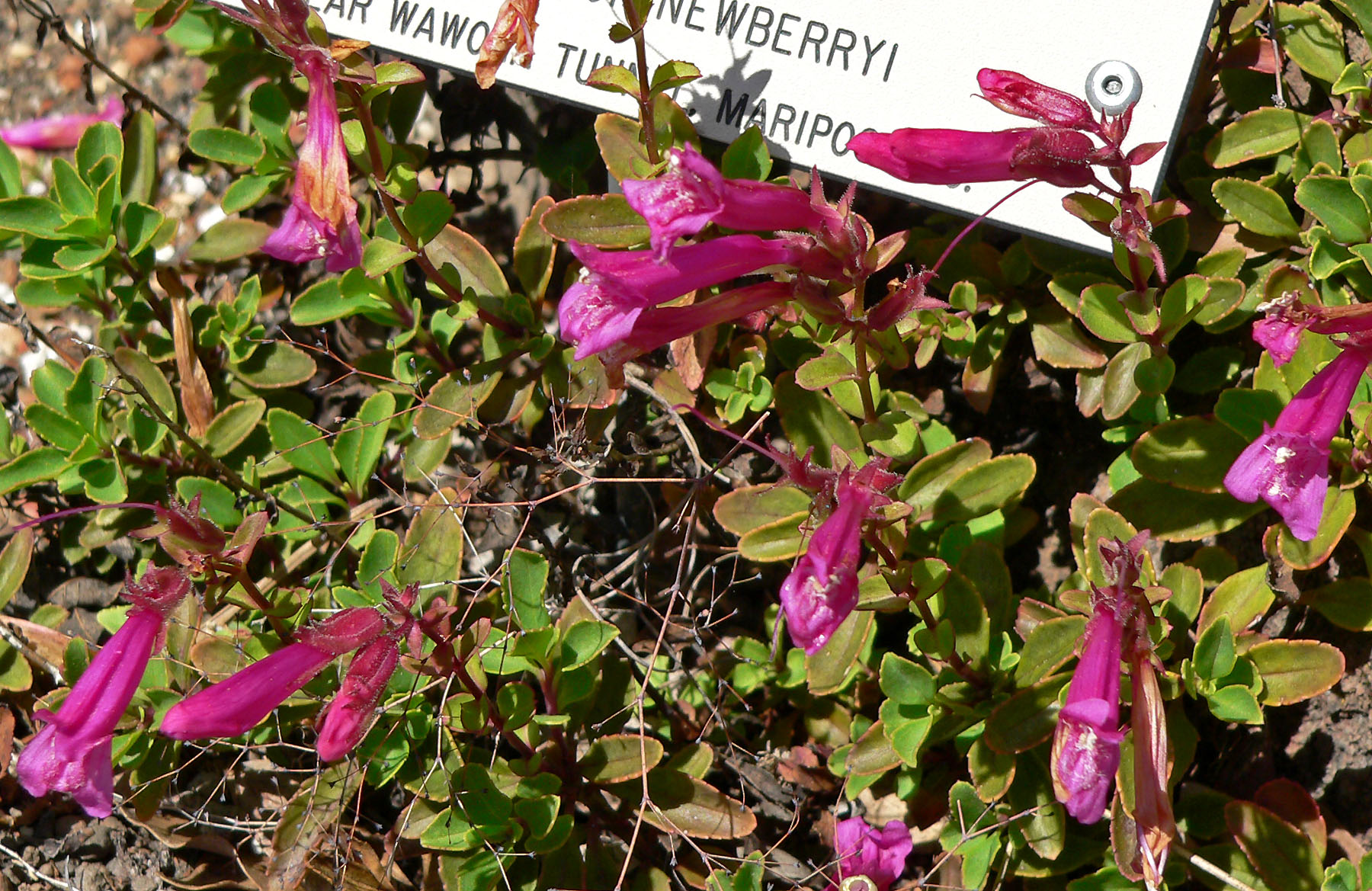
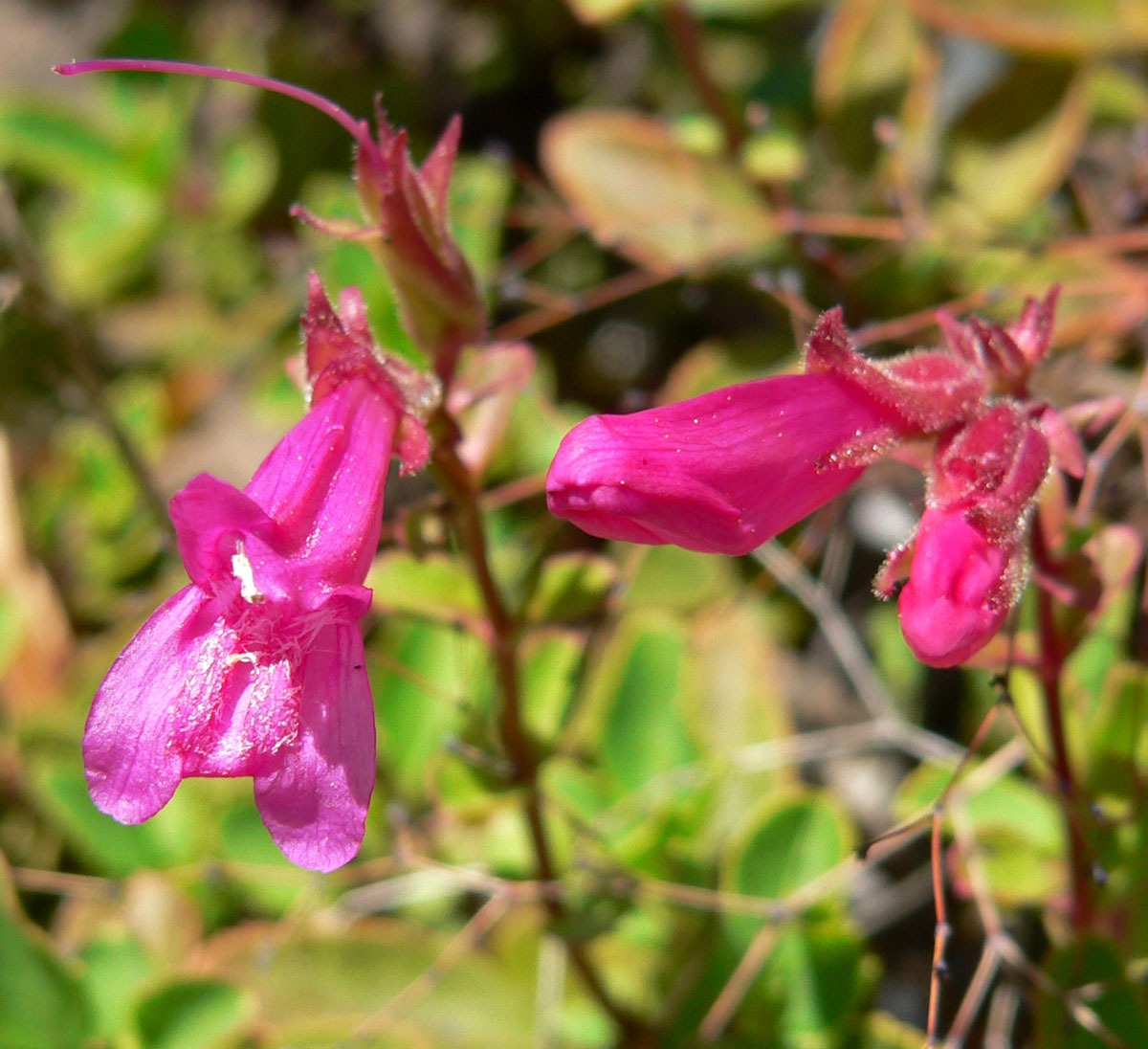
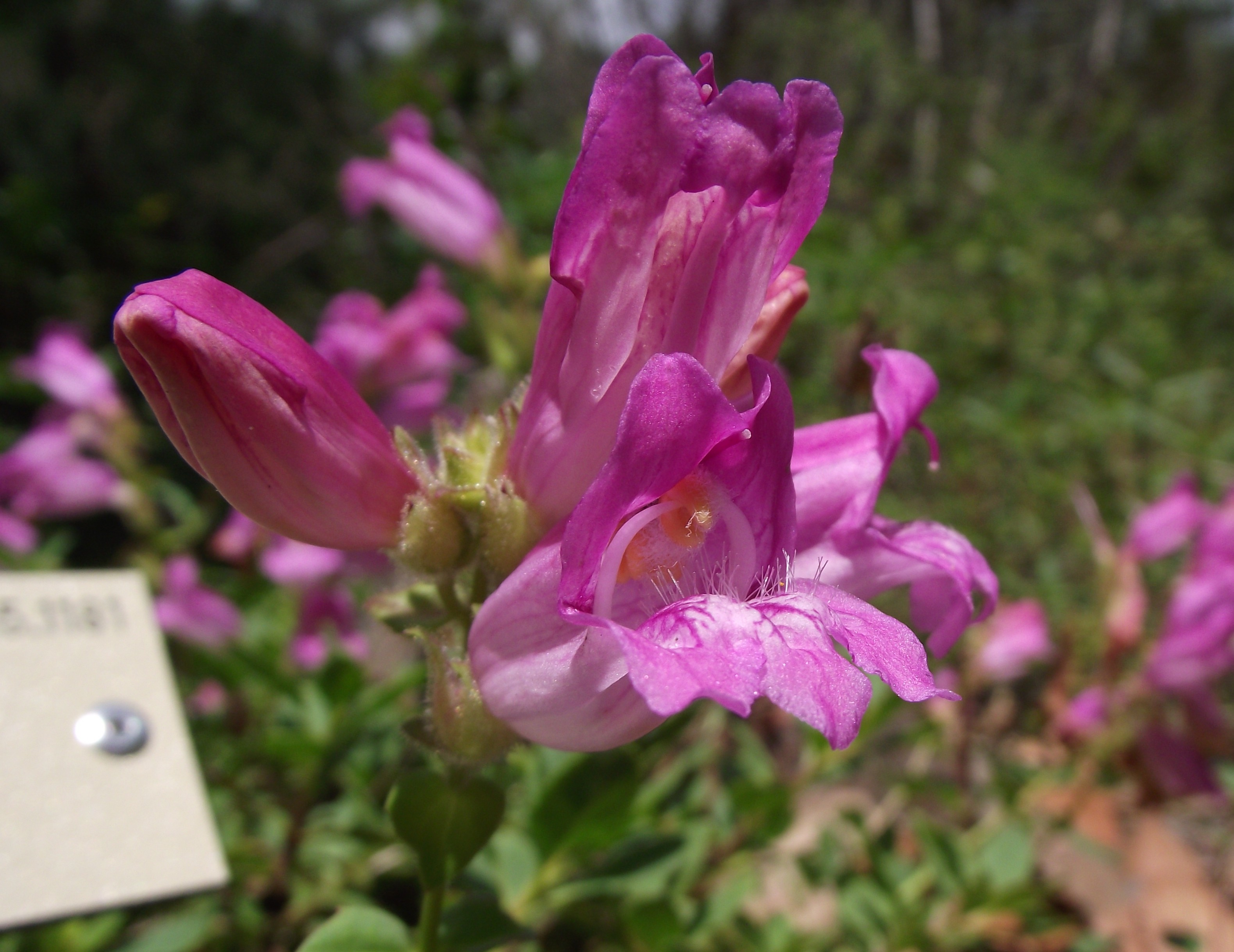